# Reichsabgabe
De Reichsabgabe was een belasting op het postverkeer die tijdens de Eerste Wereldoorlog in Duitsland geheven werd om oorlogsuitgaven te financieren. Het besluit tot deze belasting werd vastgelegd in de ‘Tarievenwet’ (Gebührengesetz) van 21 juni 1916 en kwam tot uitvoer in de nieuwe posttarieven van 1 augustus 1916.
In de praktijk kwam de Reichsabgabe neer op een portoverhoging, waarvan de opbrengsten rechtstreeks in de staatskas terechtkwamen, en niet in de kas van de Deutsche Reichspost, de Duitse postdienst. De verhoging gold alleen voor binnenlandse brieven en briefkaarten, niet voor internationale post en niet voor drukwerk.
Op 1 oktober 1918 werd de Reichsabgabe verhoogd. Nu bleef het drukwerk niet buiten schot.
Dit is te zien aan de hand van het volgende staatje:
| Poststuk                       | Vanaf 01-07-1906 | Vanaf 01-08-1916 | Vanaf 01-10-1918 |
| ------------------------------ | ---------------- | ---------------- | ---------------- |
| lokale brief                   | 5 Pfennig        | 7½ Pfennig       | 10 Pfennig       |
| lokale briefkaart              | 5 Pfennig        | 7½ Pfennig       | 7½ Pfennig       |
| binnenlandse brief tot 20 g.   | 10 Pfennig       | 15 Pfennig       | 15 Pfennig       |
| binnenlandse briefkaart        | 5 Pfennig        | 7½ Pfennig       | 10 Pfennig       |
| binnenlands drukwerk tot 50 g. | 3 Pfennig        | 3 Pfennig        | 5 Pfennig        |
| internationale brief tot 20 g. | 20 Pfennig       | 20 Pfennig       | 20 Pfennig       |
| internationale briefkaart      | 10 Pfennig       | 10 Pfennig       | 10 Pfennig       |

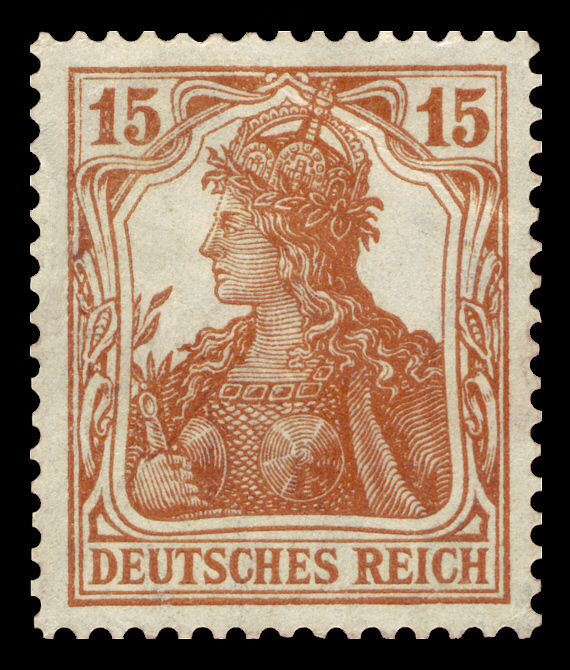
In 1916 werd deze waarde van 15 Pfennig uitgebracht.

Behalve in Duitsland gold de Reichsabgabe ook voor de delen van Polen en Rusland die door Duitsland waren bezet en voor het bezette Luxemburg, maar niet voor het bezette België.
De Reichsabgabe werd beëindigd op 1 oktober 1919 op grond van een wet van 8 september 1919. De portoverhogingen werden toen echter niet teruggedraaid.